# Roman Golombek

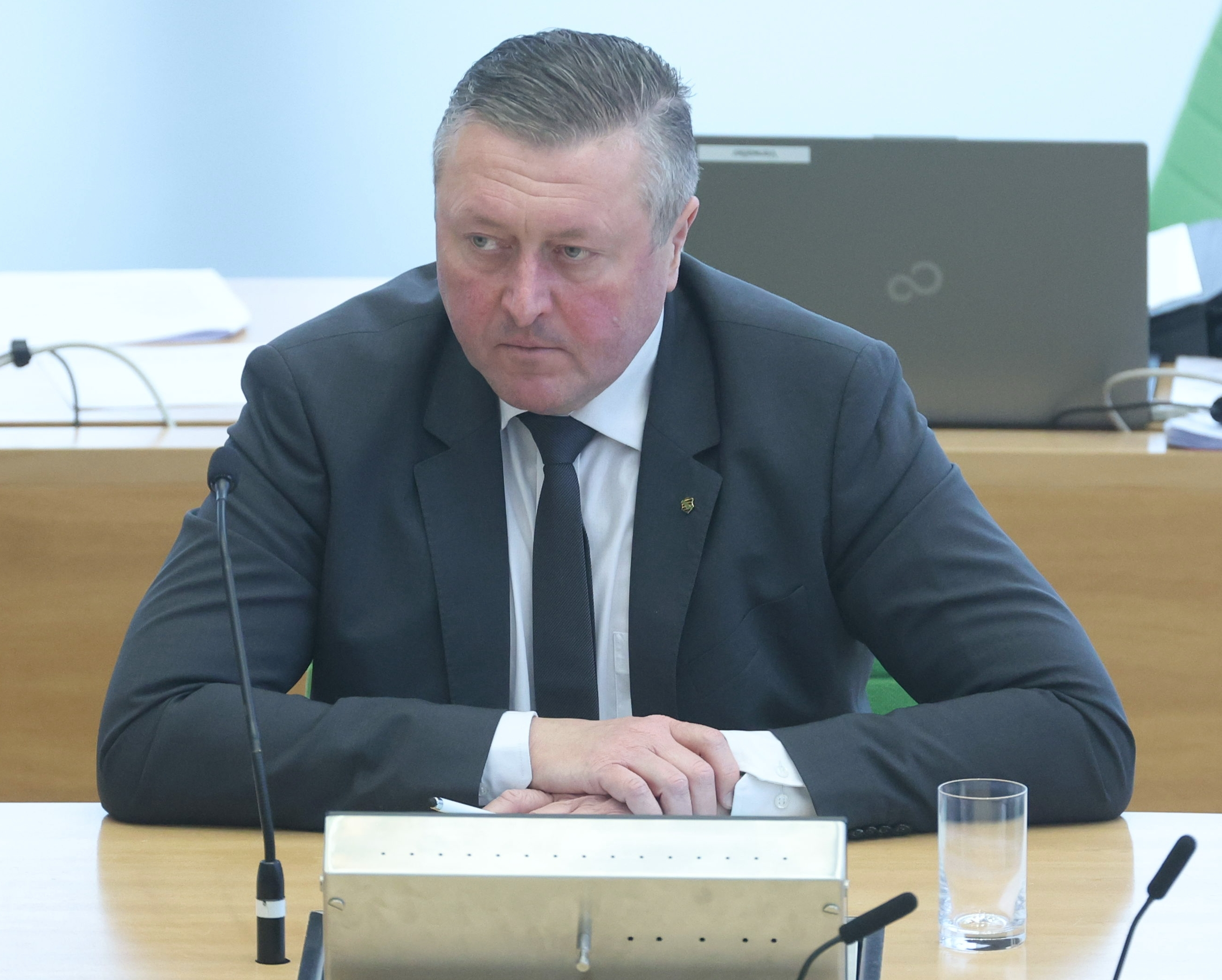
Roman Golombek (2024)

Roman Golombek (* 1976 in Varnsdorf, Tschechoslowakei) ist ein deutscher Politiker (AfD). Er ist seit 2024 Mitglied des Sächsischen Landtags.

## Leben
Golombek legte 1993 den Realschulabschluss ab. Ab 1993 absolvierte er eine Ausbildung zum Koch und war bis 1997 als solcher tätig. Von 1997 bis 1998 leistete er Wehrdienst. Von 1998 bis 2000 absolvierte er eine Ausbildung bei der Bundeszollverwaltung, für die er seither tätig ist.
Golombek lebt im Reichenbacher Ortsteil Sohland am Rotstein. Er ist geschieden und Vater zweier Kinder.

## Politik
Golombek ist seit 2014 Mitglied der AfD. Ab 2015 war er zeitweise Beisitzer im Landesvorstand der AfD Thüringen. Als einer der Erstunterzeichner der Erfurter Resolution war er Teil des (mittlerweile aufgelösten) rechtsextremistischen Flügels. Seit 2019 ist er Mitglied des Stadtrats von Reichenbach und Mitglied des Kreistags des Landkreises Görlitz.
Bei der Landtagswahl in Sachsen 2024 wurde Golombek über das Direktmandat im Wahlkreis Görlitz 3 in den Landtag gewählt. Zuvor hatte er sich im parteiinternen Bewerbungsverfahren gegen den bisherigen AfD-Landtagsabgeordneten Mario Kumpf durchgesetzt.